# حرب جيمنتا الأهلية
اندلعت الحرب الأهلية في جيمنتا في عام 1879 في شمال جوهر عندما رفض تينغكو علم شاه وريث السلطان علي من إمارة موار المستقلة تسليم الإمارة إلى الإدارة المركزية للسلطان أبو بكر (الذي كان مهراجا جوهر في عام 1879).
اندلعت الحرب عندما أراد السلطان علي نقل سلطة منطقة كيسانغ إلى «تنغكو محمود» ابنه من زوجته الثالثة «سيك سيمبوك» البالغ من العمر 11 عامًا، لكن قوبل قراره بعدم احترام كبير بين بعض الملايوين في سنغافورة، الذين رأوا أن تنغكو علم شاه هو الأحق بوراثة الإقليم حيث كان ابنه الأكبر. بعد وفاة السلطان علي أصبح إقليم كيسانغ في أيدي أخيه الأكبر أونغكو جليل، وأجرت السلطة البريطانية استفتاء بين النبلاء لتقرير مصير الإقليم، وصوَّت النبلاء بالإجماع لصالح المهراجا أبو بكر، وسلم الحاكم البريطاني إقليم كيسانغ إلى المهراجا، مما أزعج تنغكو علم شاه والعديد من مؤيديه. وأدت مطالباتهم المستمرة بإقليم كيسانغ إلى انداع ما يُعرف بـ «حرب جيمنتا الأهلية» عام 1879.
بدأ تحركات تنغكو علم شاه من خلال مطالبة أبناء عمومته بنشر معلومات كاذبة لسكان منطقة موار ليكونوا إلى جانبه، كما جمع بعض المحاربين الأقوياء للمعركة.
وشن ضربته الأولى من خلال الاستيلاء على بلدة جيمنتا خارج سيغمات في 25 أكتوبر 1879. واسنتجد أمير جيمنتا بالمهراجا أبو بكر، الذي رد بإرسال قوة بقيادة ابن عمه أونغكو أحمد. كان أونغكو أحمد تكتيكًا عظيمًا ساهم في انتصار حكومة جوهر السريع. وقام بتقسيم جيش حكومة جوهر إلى أربع وحدات، تحتوي كل وحدة على حوالي 100 رجل.
بحلول منتصف ديسمبر غزا الجيش الحكومي المزيد من معاقل تنغكو علم شاه وحقق أخيراً انتصارًا إجماليًا في 30 ديسمبر بعد هجوم مفاجئ على معقل تنغكو علم شاه الأخير. منذ ذلك الحين أصبحت مقاطعة موار الأصلية جزء من سلطنة جوهر.